# Egy zsaru bőréért
Egy zsaru bőréért (eredeti címe Pour la peau d’un flic), 1981-ban bemutatott francia bűnügyi akciófilm, Alain Delon rendezésében, Alain Delon, Anne Parillaud és Michel Auclair főszereplésével. Ez volt Delon első saját filmrendezése. A cselekmény a drogkereskedelem és a korrupt rendőrök közötti szövevényes összefonódásokról szól. Kis kámeajelenetben feltűnik benne Mireille Darc is, aki 1969–1984 között a színész-rendező élettársa volt.

## Cselekmény
Choucas magándetektívet, egykori rendőrfelügyelőt, a „Choucas & Tarpon” nyomozóiroda társtulajdonosát felkeresi Isabelle Pigot asszony, aki eltűnt lányának felkutatására kéri. A lány vak, a vakok intézetében dolgozik, és már egy hónapja eltűnt. A rendőrség úgy véli, önszántából ment el otthonról. Coccioli rendőrfelügyelő arra kéri régi kollégáját, Choucast, vállalja el az ügyet, csak hogy az anyát megnyugtassa. Choucas hamarosan látogatót kap, egy Pradier nevű alak átad neki egy Braille-írással készült levelet, melyben a lány leírja, hogy összeállt valakivel és elutazott vele. Choucas nem hisz Pradier-nak, ki akarja verni belőle az igazságot, de a férfi cinkosa, Kasper leüti. A lány anyja találkozni akar Choucassal, de a nyílt utcán agyonlövik. Choucas furcsállja, hogy a rendőrség nem kutatja át az áldozat lakását. Egyedül odamegy, talál egy régi fényképet a lány apjáról, egy németbarát háborús bűnösről, akit a háború végén egy rendőri ellenőrzésnél lelőttek, bűntársa, egy orvos pedig eltűnt. Kasper és Pradier a lakásban meglepik és elfogják Choucast, fegyverrel egy elhagyatott helyre viszik, de Choucas autóbalesetet előidézve kiszabadul, Pradier meghal, Kasper elmenekül.
Hazatérve Choucast a korrupt Madrier rendőrfelügyelő várja, hogy megölje, de Choucas őt lövi le. Ezután segítségért fordul csendestársához, „Tarpon”-hoz, aki valójában Haymann nyugalmazott rendőr-főfelügyelő. Choucas titkárnőjét, egyben szeretőjét Kaspar és emberei elrabolják. Choucas és Haymann erőszakkal kényszeríti Kaspert, vezesse őket a rejtekhelyre. Choucas az őröket agyonlövi, a lányt kiszabadítja, de maga Kasper sebesülten egérutat nyer. A trió Charlotte távollévő ismerősétől kölcsönvett lakásban rejtőzik el.
Az újságok tele vannak a Choucas által elkövetett gyilkosságokkal, a rendőrség mégsem ad ki ellene körözést. Choucas és Haymann úgy vélik, a rendőrség szándékosan hagyja őket tovább „működni”. Choucas színvallásra kényszeríti Coccioli felügyelőt, aki felderített egy kábítószer-hálózatot, mely a vakok intézetével függ össze, és amelyet korrupt rendőrtisztek fedeznek. Nyomozását felettesei leállították, ezért Coccioli a kívülálló Choucast „ugrasztotta rá” az ügyre, az ő bőrét vitte vásárra, miközben maga a háttérben maradt. Choucast ismét megpróbálják megölni, de üldözőit belemanőverezi egy halálos közúti balesetbe. Coccioli információi alapján Choucas eljut Kasper alkoholista barátnőjéhez, Renée Mouzon-hoz, akiből veréssel és fenyegetéssel kiszedi, hogy az elrabolt vak Pigot-lányt (aki tudhatott az drogüzelmekről) feltehetően Meudon-ban, a „Zöld domb” nevű wellness-klinikán tartják fogva, ahol a kábítószer-laboratóriumot is gyanítják. Kasper hamarosan Renée-t is oda hurcolja. Coccioli és az őt segítő rendőrök hamis papírokat szereznek Choucas-nak, aki páciensként bejelentkezik a klinikára. Meg akarja keresni a droglaboratóriumot, de Kasperék leleplezik és a pincében összetörik a csontjait. Choucas mégis megtalálja az elkábított Pigot-lányt. Kasper meg akarja ölni a lányt, de kollégája Dr. Bachhoffer őt lövi le, hogy megmentse régen meghalt barátjának, a háborús bűnösnek leányát. Coccioli rendőrei megrohamozzák a házat, elfogják a drogkereskedőket és kiszabadítják az életben maradt foglyokat. A súlyosan sebesült Choucast a kórházban Charlotte ápolja.

## Szereposztás
| Szerep                    | Színész            | Magyar hangja (1. szinkron, 1982) | Magyar hangja (2. szinkron, 1997) |
| ------------------------- | ------------------ | --------------------------------- | --------------------------------- |
| Choucas                   | Alain Delon        | Fülöp Zsigmond                    | Fülöp Zsigmond                    |
| Charlotte                 | Anne Parillaud     | Farkas Zsuzsa                     | Kökényessy Ági                    |
| Coccioli felügyelő        | Daniel Ceccaldi    | Bárány Frigyes                    | (n. a.)                           |
| Chauffard felügyelő       | Jean-Pierre Darras | Horváth Pál                       | (n. a.)                           |
| Kasper                    | Xavier Depraz      | Kaló Flórián                      | Varga Tamás                       |
| Dr. Bachhoffer professzor | Jacques Rispal     | Szatmári István                   | Breyer László                     |
| Charles Pradier           | Gérard Hérold      | Vogt Károly                       | Bognár Zsolt                      |
| Jude, a gyógyszerész      | Pierre Belot       | Horkai János                      | (n. a.)                           |
| Isabelle Pigot, az anya   | Annick Alane       | Csűrös Karola                     | (n. a.)                           |
| Renée Mouzon              | Pascale Roberts    | Tábori Nóra                       | (n. a.)                           |
| Haymann, Chaucas társa    | Michel Auclair     | Bács Ferenc                       | Végvári Tamás                     |
| „Nagy szöcske” / „Szöszi” | Mireille Darc      | (n. a.)                           | (n. a.)                           |

## Érdekességek
Delon, a rendező a filmet „J.P.M.”-nek, azaz Jean-Pierre Melville filmrendezőnek ajánlotta, akit mesterének tartott.
A film 54. percében Mireille Darc, Delon akkori élettársa látható egy pár másodperces kámeajelentben: az utcán fürgén átfutó szőke nőt alakít, akit Choucas (Alain Delon) autója kishíján elgázol. A film francia nyelvű változatában Chaucas, a sofőr „nagy szöcskének” (la grande sauterelle) csúfolja az autó elől elugró Darc-ot, felidézve Georges Lautner 1967-es romantikus filmdrámáját, La Grande Sauterelle-t, amelynek főszerepét, „Szöcskét” (Sauterelle) Darc játszotta. (A filmet Magyarországon nem mutatták be).
A magyar szinkronból ez a szójáték eltűnt, a sofőr „szöszikém”-nek nevezi a fürge nőt.
A párizsi lakásban, amelyet Charlotte egy filmes barátjától vesz kölcsön, a falakat az 1950-es, 1960-as évek nagy amerikai filmjeinek korabeli plakátjai borítják: A zenevonat (The Band Wagon, 1953), A lányok (Les Girls, 1957), Magányos farkas (I Walk Alone, 1947) és mások. A tévében menő film, amit leülnek megnézni, George Cukor 1960-as westernje, A préri rózsája.

## További információ
- Egy zsaru bőréért a PORT.hu-n (magyarul)
- Egy zsaru bőréért az Internetes Szinkronadatbázisban (magyarul)
- Egy zsaru bőréért az Internet Movie Database-ben (angolul)
- Egy zsaru bőréért a Box Office Mojón (angolul)
- Pour la peau d’un flic (francia nyelven). AlloCiné (allociné.fr)
- Egy zsaru bőréért (1981) (magyar nyelven). TMDB (The MovieWeb Adatbázis)
- Rette deine Haut, Killer (német nyelven). Filmdienst.de